# Reruhi Shimizu
Reruhi Shimizu (jap. 清水礼留飛 Shimizu Reruhi; ur. 4 grudnia 1993 w Myōkō) – japoński kombinator norweski, a następnie skoczek narciarski. Brązowy medalista Zimowych Igrzysk Olimpijskich 2014 w rywalizacji drużynowej.

## Przebieg kariery
W zawodach organizowanych przez Międzynarodową Federację Narciarską zadebiutował 4 grudnia 2010. Wystąpił wówczas w zawodach Pucharu Kontynentalnego w kombinacji norweskiej, składających się z rywalizacji na dużej skoczni i biegu na 10 kilometrów. Zajął w nich 37. miejsce. W sezonie 2010/2011 Pucharu Kontynentalnego wystartował ośmiokrotnie, a jego najlepszym rezultatem była 13. pozycja uzyskana w Kuopio. Brał udział w konkursach w kombinacji norweskiej w ramach mistrzostw świata juniorów w narciarstwie klasycznym w 2011 roku w Otepää. W konkurencji z biegiem na 10 kilometrów zajął 24. miejsce, a w konkurencji z biegiem na 5 kilometrów był trzynasty.
Pierwszy start w zawodach w skokach narciarskich zanotował w tym samym roku w Villach, gdzie wziął udział w zawodach FIS Cup. W pierwszym konkursie 16 lipca 2011 zajął 7. miejsce, a dzień później został zwycięzcą. 28 listopada 2011 zadebiutował w konkursie Pucharu Kontynentalnego w Rovaniemi i zajął 16. miejsce. Do końca sezonu 2011/2012 jego najlepszym rezultatem w zawodach tej rangi była 10. lokata.
W 2012 również był uczestnikiem konkursów w ramach mistrzostw świata juniorów, tym razem w skokach narciarskich. Indywidualnie uplasował się na 13. miejscu, a wraz z drużyną, w której znaleźli się Kanta Takanashi, Shingo Nishikata i Yukiya Satō zajął 10. miejsce i nie zakwalifikował się do finału.
W sezonie 2011/2012 pięciokrotnie startował w kwalifikacjach do konkursów Pucharu Świata, jednak ani raz nie zajął miejsca w czołowej pięćdziesiątce.
W 2011 po raz pierwszy wystartował w zawodach Letniego Grand Prix. 1 października w Hinzenbach zajął 36. miejsce, a dwa dni później w Klingenthal uplasował się na 50. miejscu. 15 sierpnia 2012 w Courchevel w swoim trzecim starcie w zawodach tej rangi został zwycięzcą, wyprzedzając bezpośrednio Andreasa Wanka i Toma Hilde.
24 listopada 2012 w Lillehammer zadebiutował w zawodach Pucharu Świata. W otwierających sezon zawodach zajął 28. miejsce.
W marcu 2024 zakończył karierę sportową.

## Osiągnięcia – kombinacja norweska

### Mistrzostwa świata juniorów
| Miejsce | Dzień       | Rok  | Miejscowość | Konkurencja           | Wynik zwycięzcy | Strata  | Zwycięzca       |
| ------- | ----------- | ---- | ----------- | --------------------- | --------------- | ------- | --------------- |
| 24.     | 27 stycznia | 2011 | Otepää      | Gundersen HS100/10 km | 26:37.7         | +3:09.5 | Johannes Rydzek |
| 13.     | 29 stycznia | 2011 | Otepää      | Sprint HS100/5 km     | 12:44.5         | +1:36,6 | Marjan Jelenko  |

### Puchar Kontynentalny

#### Miejsca w klasyfikacji generalnej
- sezon 2010/2011: 77.

#### Miejsca w poszczególnych konkursach Pucharu Kontynentalnego
| Sezon 2010/2011 |                   |           |           |         |         |             |             |           |           |          |          |         |         |       |       |        |            |            |        |        |        |        |        |        |        |        |        |
| Steamboat Springs | Steamboat Springs | Park City | Park City | Eruzurm | Erzurum | Klingenthal | Klingenthal | Harrachov | Harrachov | Eisenerz | Eisenerz | Szczyrk | Szczyrk | Kranj | Kranj | Kuopio | Hoeydalsmo | Hoeydalsmo | punkty | punkty | punkty | punkty | punkty | punkty | punkty | punkty | punkty |
| 37 | 30                | 38        | 35        | -       | -       | -           | -           | -         | -         | -        | -        | -       | -       | -     | -     | 13     | 30         | 22         | 31     | 31     | 31     | 31     | 31     | 31     | 31     | 31     | 31     |
| Legenda |                   |           |           |         |         |             |             |           |           |          |          |         |         |       |       |        |            |            |        |        |        |        |        |        |        |        |        |
| 1 2 3 4-10 11-30 poniżej 30 - – zawodnik nie wystartował q – zawodnik nie zakwalifikował się DNF – zawodnik nie ukończył biegu DNS – zawodnik nie wystartował do biegu |                   |           |           |         |         |             |             |           |           |          |          |         |         |       |       |        |            |            |        |        |        |        |        |        |        |        |        |

## Osiągnięcia – skoki narciarskie

### Igrzyska olimpijskie

#### Indywidualnie
| 2014 Soczi/Krasnaja Polana | – | 18. miejsce (K-95), 10. miejsce (K-125) |

#### Drużynowo
| 2014 Soczi/Krasnaja Polana | – | brązowy medal |

#### Starty R. Shimizu na igrzyskach olimpijskich – szczegółowo
| Miejsce | Dzień     | Rok  | Miejscowość     | Skocznia       | Punkt K | HS     | Konkurs  | Skok 1  | Skok 2  | Nota                   | Strata   | Zwycięzca   |
| ------- | --------- | ---- | --------------- | -------------- | ------- | ------ | -------- | ------- | ------- | ---------------------- | -------- | ----------- |
| 18.     | 9 lutego  | 2014 | Krasnaja Polana | Russkije Gorki | K-95    | HS-106 | indywid. | 99,5 m  | 99,5 m  | 246,4 pkt              | 31,6 pkt | Kamil Stoch |
| 10.     | 15 lutego | 2014 | Krasnaja Polana | Russkije Gorki | K-125   | HS-140 | indywid. | 130,0 m | 134,5 m | 252,2 pkt              | 26,5 pkt | Kamil Stoch |
| 3.      | 17 lutego | 2014 | Krasnaja Polana | Russkije Gorki | K-125   | HS-140 | druż.    | 132,5 m | 131,5 m | 1024,9 pkt (260,4 pkt) | 16,2 pkt | Niemcy      |

### Mistrzostwa świata

#### Drużynowo
| 2013 Val di Fiemme/Predazzo | – | 5. miejsce (K-120) |

#### Starty R. Shimizu na mistrzostwach świata – szczegółowo
| Miejsce | Dzień   | Rok  | Miejscowość | Skocznia           | Punkt K | HS     | Konkurs | Skok 1  | Skok 2  | Nota                   | Strata   | Zwycięzca |
| ------- | ------- | ---- | ----------- | ------------------ | ------- | ------ | ------- | ------- | ------- | ---------------------- | -------- | --------- |
| 5.      | 2 marca | 2013 | Predazzo    | Trampolino Dal Ben | K-120   | HS-134 | druż.   | 124,5 m | 118,5 m | 1099,1 pkt (260,7 pkt) | 36,8 pkt | Austria   |

### Mistrzostwa świata w lotach

#### Indywidualnie
| 2014 Harrachov | – | 12. miejsce |

#### Starty R. Shimizu na mistrzostwach świata w lotach – szczegółowo
| Miejsce | Dzień       | Rok  | Miejscowość | Skocznia | Punkt K | HS     | Konkurs  | Skok 1  | Skok 2  | Skok 3 | Skok 4 | Nota      | Strata   | Zwycięzca      |
| ------- | ----------- | ---- | ----------- | -------- | ------- | ------ | -------- | ------- | ------- | ------ | ------ | --------- | -------- | -------------- |
| 12.     | 14-15 marca | 2014 | Harrachov   | Čerťák   | K-185   | HS-205 | indywid. | 185,5 m | 181,5 m | –      | –      | 343,4 pkt | 47,6 pkt | Severin Freund |

### Mistrzostwa świata juniorów

#### Indywidualnie
| 2012 Erzurum | – | 13. miejsce |
| 2013 Liberec | – | 6. miejsce  |

#### Drużynowo
| 2012 Erzurum | – | 10. miejsce |
| 2013 Liberec | – | 6. miejsce  |

#### Starty R. Shimizu na mistrzostwach świata juniorów – szczegółowo
| Miejsce | Dzień       | Rok  | Miejscowość | Skocznia       | Punkt K | HS     | Konkurs  | Skok 1  | Skok 2  | Nota                  | Strata    | Zwycięzca   |
| ------- | ----------- | ---- | ----------- | -------------- | ------- | ------ | -------- | ------- | ------- | --------------------- | --------- | ----------- |
| 13.     | 23 lutego   | 2012 | Erzurum     | Kiremitliktepe | K-95    | HS-109 | indywid. | 103,5 m | 100,0 m | 255,0 pkt             | 31,5 pkt  | Nejc Dežman |
| 10.     | 25 lutego   | 2012 | Erzurum     | Kiremitliktepe | K-95    | HS-109 | druż.    | 97,5 m  | –       | 362,0 pkt (119,0 pkt) | 626,5 pkt | Norwegia    |
| 6.      | 24 stycznia | 2013 | Liberec     | Ještěd         | K-90    | HS-100 | indywid. | 95,5 m  | 96,0 m  | 249,0 pkt             | 34,5 pkt  | Jaka Hvala  |
| 6.      | 26 stycznia | 2013 | Liberec     | Ještěd         | K-90    | HS-100 | druż.    | 99,0 m  | 106,0 m | 965,0 pkt (281,0 pkt) | 121,5 pkt | Słowenia    |

### Puchar Świata

#### Miejsca w klasyfikacji generalnej
| Sezon     | Miejsce |
| --------- | ------- |
| 2012/2013 | 40.     |
| 2013/2014 | 32.     |

#### Miejsca w poszczególnych konkursach indywidualnychPucharu Świata
| Źródło | Źródło            | Źródło            | Źródło                | Źródło                 | Źródło                 | Źródło            | Źródło           | Źródło                       | Źródło                       | Źródło                       | Źródło                | Źródło                | Źródło                | Źródło         | Źródło          | Źródło                | Źródło                | Źródło          | Źródło            | Źródło                 | Źródło                 | Źródło          | Źródło          | Źródło          | Źródło                 | Źródło            | Źródło          | Źródło          | Źródło        | Źródło        | Źródło        | Źródło | Źródło | Źródło | Źródło | Źródło | Źródło | Źródło | Źródło | Źródło | Źródło | Źródło | Źródło | Źródło | Źródło | Źródło | Źródło | Źródło | Źródło |
| --- | ----------------- | ----------------- | --------------------- | ---------------------- | ---------------------- | ----------------- | ---------------- | ---------------------------- | ---------------------------- | ---------------------------- | --------------------- | --------------------- | --------------------- | -------------- | --------------- | --------------------- | --------------------- | --------------- | ----------------- | ---------------------- | ---------------------- | --------------- | --------------- | --------------- | ---------------------- | ----------------- | --------------- | --------------- | ------------- | ------------- | ------------- | ------ | ------ | ------ | ------ | ------ | ------ | ------ | ------ | ------ | ------ | ------ | ------ | ------ | ------ | ------ | ------ | ------ | ------ |
| Sezon 2011/2012 |                   |                   |                       |                        |                        |                   |                  |                              |                              |                              |                       |                       |                       |                |                 |                       |                       |                 |                   |                        |                        |                 |                 |                 |                        |                   |                 |                 |               |               |               |        |        |        |        |        |        |        |        |        |        |        |        |        |        |        |        |        |        |
| Ruka HS142 | Lillehammer HS100 | Lillehammer HS138 | Harrachov HS142       | Harrachov HS142        | Engelberg HS137        | Engelberg HS137   | Oberstdorf HS137 | Garmisch-Partenkirchen HS140 | Innsbruck HS130              | Bischofshofen HS140          | Bad Mitterndorf HS200 | Bad Mitterndorf HS200 | Zakopane HS134        | Zakopane HS134 | Sapporo HS134   | Sapporo HS134         | Predazzo HS134        | Predazzo HS134  | Willingen HS145   | Oberstdorf HS213       | Lahti HS97             | Trondheim HS140 | Oslo HS134      | Planica HS215   | Planica HS215          | punkty            | punkty          | punkty          | punkty        | punkty        | punkty        | punkty | punkty | punkty | punkty | punkty | punkty | punkty | punkty | punkty | punkty | punkty | punkty | punkty |        |        |        |        |        |
| - | -                 | -                 | q                     | q                      | q                      | q                 | -                | -                            | -                            | -                            | -                     | -                     | -                     | -              | q               | -                     | -                     | -               | -                 | -                      | -                      | -               | -               | -               | -                      | 0                 | 0               | 0               | 0             | 0             | 0             | 0      | 0      | 0      | 0      | 0      | 0      | 0      | 0      | 0      | 0      | 0      | 0      | 0      |        |        |        |        |        |
| Sezon 2012/2013 |                   |                   |                       |                        |                        |                   |                  |                              |                              |                              |                       |                       |                       |                |                 |                       |                       |                 |                   |                        |                        |                 |                 |                 |                        |                   |                 |                 |               |               |               |        |        |        |        |        |        |        |        |        |        |        |        |        |        |        |        |        |        |
| Lillehammer HS100 | Lillehammer HS138 | Ruka HS142        | Krasnaja Polana HS106 | Krasnaja Polana HS106  | Engelberg HS137        | Engelberg HS137   | Oberstdorf HS137 | Garmisch-Partenkirchen HS140 | Innsbruck HS130              | Bischofshofen HS140          | Wisła HS134           | Zakopane HS134        | Sapporo HS134         | Sapporo HS134  | Vikersund HS225 | Vikersund HS225       | Harrachov HS205       | Harrachov HS205 | Klingenthal HS140 | Oberstdorf HS213       | Lahti HS130            | Kuopio HS127    | Trondheim HS140 | Oslo HS134      | Planica HS215          | Planica HS215     | punkty          | punkty          | punkty        | punkty        | punkty        | punkty | punkty | punkty | punkty | punkty | punkty | punkty | punkty | punkty | punkty | punkty | punkty | punkty | punkty |        |        |        |        |
| 28 | 24                | -                 | 10                    | 9                      | 35                     | 28                | q                | 45                           | 31                           | 37                           | -                     | -                     | -                     | -              | -               | -                     | -                     | -               | 24                | 28                     | q                      | 29              | 30              | 18              | q                      | -                 | 94              | 94              | 94            | 94            | 94            | 94     | 94     | 94     | 94     | 94     | 94     | 94     | 94     | 94     | 94     | 94     | 94     | 94     | 94     |        |        |        |        |
| Sezon 2013/2014 |                   |                   |                       |                        |                        |                   |                  |                              |                              |                              |                       |                       |                       |                |                 |                       |                       |                 |                   |                        |                        |                 |                 |                 |                        |                   |                 |                 |               |               |               |        |        |        |        |        |        |        |        |        |        |        |        |        |        |        |        |        |        |
| Klingenthal HS140 | Ruka HS142        | Lillehammer HS100 | Lillehammer HS138     | Titisee-Neustadt HS142 | Titisee-Neustadt HS142 | Engelberg HS137   | Engelberg HS137  | Oberstdorf HS137             | Garmisch-Partenkirchen HS140 | Innsbruck HS130              | Bischofshofen HS140   | Bad Mitterndorf HS200 | Bad Mitterndorf HS200 | Wisła HS134    | Zakopane HS134  | Sapporo HS134         | Sapporo HS134         | Willingen HS145 | Willingen HS145   | Falun HS134            | Lahti HS130            | Lahti HS130     | Kuopio HS127    | Trondheim HS140 | Oslo HS134             | Planica HS139     | Planica HS139   | punkty          | punkty        | punkty        | punkty        | punkty | punkty | punkty | punkty | punkty | punkty | punkty | punkty | punkty | punkty | punkty | punkty | punkty | punkty | punkty |        |        |        |
| 26 | 29                | 30                | 35                    | 39                     | 22                     | -                 | -                | -                            | -                            | -                            | -                     | -                     | -                     | -              | -               | 15                    | 11                    | 24              | 41                | q                      | 22                     | 27              | 22              | 5               | 18                     | 17                | 16              | 173             | 173           | 173           | 173           | 173    | 173    | 173    | 173    | 173    | 173    | 173    | 173    | 173    | 173    | 173    | 173    | 173    | 173    | 173    |        |        |        |
| Sezon 2014/2015 |                   |                   |                       |                        |                        |                   |                  |                              |                              |                              |                       |                       |                       |                |                 |                       |                       |                 |                   |                        |                        |                 |                 |                 |                        |                   |                 |                 |               |               |               |        |        |        |        |        |        |        |        |        |        |        |        |        |        |        |        |        |        |
| Klingenthal HS140 | Ruka HS142        | Ruka HS142        | Lillehammer HS138     | Lillehammer HS138      | Niżny Tagił HS134      | Niżny Tagił HS134 | Engelberg HS137  | Engelberg HS137              | Oberstdorf HS137             | Garmisch-Partenkirchen HS140 | Innsbruck HS130       | Bischofshofen HS140   | Bad Mitterndorf HS225 | Wisła HS134    | Zakopane HS134  | Sapporo HS134         | Sapporo HS134         | Willingen HS145 | Willingen HS145   | Titisee-Neustadt HS142 | Titisee-Neustadt HS142 | Vikersund HS225 | Vikersund HS225 | Lahti HS130     | Kuopio HS100           | Trondheim HS140   | Oslo HS134      | Oslo HS134      | Planica HS225 | Planica HS225 | punkty        | punkty | punkty | punkty | punkty | punkty | punkty | punkty | punkty | punkty | punkty | punkty | punkty | punkty | punkty | punkty | punkty | punkty | punkty |
| 46 | q                 | 46                | 47                    | q                      | -                      | -                 | -                | -                            | q                            | q                            | q                     | 49                    | q                     | 39             | q               | q                     | 44                    | -               | -                 | -                      | -                      | -               | -               | -               | -                      | -                 | -               | -               | -             | -             | 0             | 0      | 0      | 0      | 0      | 0      | 0      | 0      | 0      | 0      | 0      | 0      | 0      | 0      | 0      | 0      | 0      | 0      | 0      |
| Sezon 2015/2016 |                   |                   |                       |                        |                        |                   |                  |                              |                              |                              |                       |                       |                       |                |                 |                       |                       |                 |                   |                        |                        |                 |                 |                 |                        |                   |                 |                 |               |               |               |        |        |        |        |        |        |        |        |        |        |        |        |        |        |        |        |        |        |
| Klingenthal HS140 | Lillehammer HS100 | Lillehammer HS100 | Niżny Tagił HS134     | Niżny Tagił HS134      | Engelberg HS137        | Engelberg HS137   | Oberstdorf HS137 | Garmisch-Partenkirchen HS140 | Innsbruck HS130              | Bischofshofen HS140          | Willingen HS145       | Zakopane HS134        | Sapporo HS134         | Sapporo HS134  | Trondheim HS140 | Vikersund HS225       | Vikersund HS225       | Vikersund HS225 | Lahti HS130       | Lahti HS100            | Kuopio HS127           | Ałmaty HS140    | Ałmaty HS140    | Wisła HS134     | Titisee-Neustadt HS142 | Planica HS225     | Planica HS225   | Planica HS225   | punkty        | punkty        | punkty        | punkty | punkty | punkty | punkty | punkty | punkty | punkty | punkty | punkty | punkty | punkty | punkty | punkty | punkty | punkty | punkty |        |        |
| - | -                 | -                 | 33                    | q                      | -                      | -                 | -                | -                            | -                            | -                            | -                     | q                     | -                     | -              | -               | -                     | -                     | -               | -                 | -                      | -                      | -               | -               | -               | -                      | -                 | -               | -               | 0             | 0             | 0             | 0      | 0      | 0      | 0      | 0      | 0      | 0      | 0      | 0      | 0      | 0      | 0      | 0      | 0      | 0      | 0      |        |        |
| Sezon 2022/2023 |                   |                   |                       |                        |                        |                   |                  |                              |                              |                              |                       |                       |                       |                |                 |                       |                       |                 |                   |                        |                        |                 |                 |                 |                        |                   |                 |                 |               |               |               |        |        |        |        |        |        |        |        |        |        |        |        |        |        |        |        |        |        |
| Wisła HS134 | Wisła HS134       | Ruka HS142        | Ruka HS142            | Titisee-Neustadt HS142 | Titisee-Neustadt HS142 | Engelberg HS140   | Engelberg HS140  | Oberstdorf HS137             | Garmisch-Partenkirchen HS142 | Innsbruck HS128              | Bischofshofen HS142   | Zakopane HS140        | Sapporo HS137         | Sapporo HS137  | Sapporo HS137   | Bad Mitterndorf HS235 | Bad Mitterndorf HS235 | Willingen HS147 | Willingen HS147   | Lake Placid HS128      | Lake Placid HS128      | Râșnov HS97     | Oslo HS134      | Oslo HS134      | Lillehammer HS140      | Lillehammer HS140 | Vikersund HS240 | Vikersund HS240 | Lahti HS130   | Planica HS240 | Planica HS240 | punkty |        |        |        |        |        |        |        |        |        |        |        |        |        |        |        |        |        |
| - | -                 | -                 | -                     | -                      | -                      | -                 | -                | -                            | -                            | -                            | -                     | -                     | q                     | q              | -               | -                     | -                     | -               | -                 | -                      | -                      | -               | -               | -               | -                      | -                 | -               | -               | -             | -             | -             | 0      |        |        |        |        |        |        |        |        |        |        |        |        |        |        |        |        |        |
| Legenda |                   |                   |                       |                        |                        |                   |                  |                              |                              |                              |                       |                       |                       |                |                 |                       |                       |                 |                   |                        |                        |                 |                 |                 |                        |                   |                 |                 |               |               |               |        |        |        |        |        |        |        |        |        |        |        |        |        |        |        |        |        |        |
| 1 2 3 4-10 11-30 poniżej 30 dq – dyskwalifikacja q – dyskwalifikacja w kwalifikacjach q – zawodnik nie zakwalifikował się - – zawodnik nie wystartował |                   |                   |                       |                        |                        |                   |                  |                              |                              |                              |                       |                       |                       |                |                 |                       |                       |                 |                   |                        |                        |                 |                 |                 |                        |                   |                 |                 |               |               |               |        |        |        |        |        |        |        |        |        |        |        |        |        |        |        |        |        |        |

#### Miejsca w poszczególnych konkursach drużynowychPucharu Świata
| Źródło                                           | Źródło          | Źródło          | Źródło                     | Źródło          | Źródło            | Źródło                    | Źródło           | Źródło      | Źródło        |
| ------------------------------------------------ | --------------- | --------------- | -------------------------- | --------------- | ----------------- | ------------------------- | ---------------- | ----------- | ------------- |
| Sezon 2012/2013                                  | Sezon 2012/2013 | Sezon 2012/2013 | Lillehammer HS 100 (mikst) | Ruka HS142      | Zakopane HS134    | Willingen HS145           | Oberstdorf HS213 | Lahti HS130 | Planica HS215 |
| Sezon 2012/2013                                  | Sezon 2012/2013 | Sezon 2012/2013 | -                          | 5               | -                 | 6                         | 5                | -           | -             |
| Sezon 2013/2014                                  | Sezon 2013/2014 | Sezon 2013/2014 | Sezon 2013/2014            | Sezon 2013/2014 | Klingenthal HS140 | Lillehammer HS100 (mikst) | Zakopane HS134   | Lahti HS130 | Planica HS139 |
| Sezon 2013/2014                                  | Sezon 2013/2014 | Sezon 2013/2014 | Sezon 2013/2014            | Sezon 2013/2014 | 3                 | -                         | -                | 8           | 6             |
| Sezon 2014/2015                                  | Sezon 2014/2015 | Sezon 2014/2015 | Sezon 2014/2015            | Sezon 2014/2015 | Klingenthal HS140 | Zakopane HS134            | Willingen HS145  | Lahti HS130 | Planica HS225 |
| Sezon 2014/2015                                  | Sezon 2014/2015 | Sezon 2014/2015 | Sezon 2014/2015            | Sezon 2014/2015 | 2                 | -                         | -                | -           | -             |
| Legenda                                          |                 |                 |                            |                 |                   |                           |                  |             |               |
| 1 2 3 4-8 poniżej 8 - – zawodnik nie wystartował |                 |                 |                            |                 |                   |                           |                  |             |               |

#### Puchar Świata w lotach

##### Miejsca w klasyfikacji generalnej
| Sezon     | Miejsce |
| --------- | ------- |
| 2012/2013 | 56.     |

#### Turniej Czterech Skoczni

##### Miejsca w klasyfikacji generalnej
| Sezon     | Miejsce |
| --------- | ------- |
| 2012/2013 | 48.     |
| 2014/2015 | 63.     |

### Letnie Grand Prix

#### Miejsca w klasyfikacji generalnej
| Sezon | Miejsce |
| ----- | ------- |
| 2012  | 4.      |
| 2013  | 7.      |
| 2014  | 12.     |
| 2015  | 65.     |
| 2021  | 39.     |
| 2022  | 21.     |

#### Zwycięstwa w konkursach indywidualnych LGP chronologicznie
| Lp. | Dzień       | Rok  | Miejscowość | Skocznia         | Punkt K | HS     | Skok 1  | Skok 2  | Nota      |
| --- | ----------- | ---- | ----------- | ---------------- | ------- | ------ | ------- | ------- | --------- |
| 1.  | 15 sierpnia | 2012 | Courchevel  | Tremplin du Praz | K-120   | HS-132 | 128,5 m | 124,0 m | 272,7 pkt |

#### Miejsca na podium w konkursach indywidualnych LGP chronologicznie
| Lp. | Dzień       | Rok  | Miejscowość  | Skocznia         | Punkt K | HS     | Skok 1  | Skok 2  | Nota      | Lok. | Strata  | Zwycięzca        |
| --- | ----------- | ---- | ------------ | ---------------- | ------- | ------ | ------- | ------- | --------- | ---- | ------- | ---------------- |
| 1.  | 15 sierpnia | 2012 | Courchevel   | Tremplin du Praz | K-120   | HS-132 | 128,5 m | 124,0 m | 272,7 pkt | 1.   | –       | –                |
| 2.  | 19 sierpnia | 2012 | Hinterzarten | Adlerschanze     | K-95    | HS-108 | 101,5 m | 105,5 m | 249,7 pkt | 2.   | 5,0 pkt | Andreas Wank     |
| 3.  | 22 września | 2013 | Ałmaty       | Gornyj Gigant    | K-125   | HS-140 | 132,5 m | 133,0 m | 268,6 pkt | 3.   | 3,6 pkt | Matjaž Pungertar |
| 4.  | 20 września | 2014 | Ałmaty       | Gornyj Gigant    | K-125   | HS-140 | 129,5 m | 133,0 m | 260,5 pkt | 2.   | 4,7 pkt | Jernej Damjan    |

#### Miejsca w poszczególnych konkursach indywidualnychLGP
| Źródło | Źródło             | Źródło             | Źródło             | Źródło           | Źródło            | Źródło            | Źródło            | Źródło            | Źródło          | Źródło            | Źródło | Źródło | Źródło | Źródło | Źródło | Źródło | Źródło | Źródło | Źródło | Źródło | Źródło | Źródło | Źródło | Źródło | Źródło | Źródło |
| --- | ------------------ | ------------------ | ------------------ | ---------------- | ----------------- | ----------------- | ----------------- | ----------------- | --------------- | ----------------- | ------ | ------ | ------ | ------ | ------ | ------ | ------ | ------ | ------ | ------ | ------ | ------ | ------ | ------ | ------ | ------ |
| 2011 |                    |                    |                    |                  |                   |                   |                   |                   |                 |                   |        |        |        |        |        |        |        |        |        |        |        |        |        |        |        |        |
| Wisła HS134 | Szczyrk HS106      | Zakopane HS134     | Hinterzarten HS108 | Courchevel HS132 | Einsiedeln HS117  | Hakuba HS131      | Hakuba HS131      | Ałmaty HS140      | Hinzenbach HS94 | Klingenthal HS140 | punkty |        |        |        |        |        |        |        |        |        |        |        |        |        |        |        |
| - | -                  | -                  | -                  | -                | -                 | -                 | -                 | -                 | 36              | 50                | 0      |        |        |        |        |        |        |        |        |        |        |        |        |        |        |        |
| 2012 |                    |                    |                    |                  |                   |                   |                   |                   |                 |                   |        |        |        |        |        |        |        |        |        |        |        |        |        |        |        |        |
| Wisła HS134 | Courchevel HS132   | Hinterzarten HS108 | Hakuba HS131       | Hakuba HS131     | Ałmaty HS140      | Ałmaty HS140      | Hinzenbach HS94   | Klingenthal HS140 | punkty          | punkty            | punkty | punkty | punkty | punkty | punkty | punkty | punkty |        |        |        |        |        |        |        |        |        |
| - | 1                  | 2                  | 21                 | 12               | 4                 | 24                | 14                | 6                 | 327             | 327               | 327    | 327    | 327    | 327    | 327    | 327    | 327    |        |        |        |        |        |        |        |        |        |
| 2013 |                    |                    |                    |                  |                   |                   |                   |                   |                 |                   |        |        |        |        |        |        |        |        |        |        |        |        |        |        |        |        |
| Hinterzarten HS108 | Wisła HS134        | Courchevel HS132   | Einsiedeln HS117   | Hakuba HS131     | Hakuba HS131      | Niżny Tagił HS134 | Niżny Tagił HS134 | Ałmaty HS140      | Ałmaty HS140    | Klingenthal HS140 | punkty |        |        |        |        |        |        |        |        |        |        |        |        |        |        |        |
| 32 | 24                 | 21                 | 13                 | 6                | 18                | 10                | 7                 | 4                 | 3               | -                 | 262    |        |        |        |        |        |        |        |        |        |        |        |        |        |        |        |
| 2014 |                    |                    |                    |                  |                   |                   |                   |                   |                 |                   |        |        |        |        |        |        |        |        |        |        |        |        |        |        |        |        |
| Wisła HS134 | Einsiedeln HS117   | Courchevel HS132   | Hakuba HS131       | Hakuba HS131     | Ałmaty HS140      | Ałmaty HS140      | Hinzenbach HS94   | Klingenthal HS140 | punkty          | punkty            | punkty | punkty | punkty | punkty | punkty | punkty | punkty |        |        |        |        |        |        |        |        |        |
| 32 | 27                 | 21                 | 17                 | 10               | 2                 | 10                | 16                | 34                | 175             | 175               | 175    | 175    | 175    | 175    | 175    | 175    | 175    |        |        |        |        |        |        |        |        |        |
| 2015 |                    |                    |                    |                  |                   |                   |                   |                   |                 |                   |        |        |        |        |        |        |        |        |        |        |        |        |        |        |        |        |
| Wisła HS134 | Hinterzarten HS108 | Courchevel HS132   | Einsiedeln HS117   | Hakuba HS131     | Hakuba HS131      | Czajkowskij HS106 | Czajkowskij HS140 | Ałmaty HS140      | Ałmaty HS140    | Hinzenbach HS94   | punkty |        |        |        |        |        |        |        |        |        |        |        |        |        |        |        |
| q | 29                 | q                  | 21                 | 29               | -                 | 35                | 26                | 30                | -               | -                 | 20     |        |        |        |        |        |        |        |        |        |        |        |        |        |        |        |
| 2021 |                    |                    |                    |                  |                   |                   |                   |                   |                 |                   |        |        |        |        |        |        |        |        |        |        |        |        |        |        |        |        |
| Wisła HS134 | Wisła HS134        | Courchevel HS135   | Szczuczyńsk HS99   | Szczuczyńsk HS99 | Czajkowskij HS140 | Hinzenbach HS90   | Klingenthal HS140 | punkty            | punkty          | punkty            | punkty | punkty | punkty | punkty | punkty | punkty |        |        |        |        |        |        |        |        |        |        |
| - | -                  | -                  | 10                 | 19               | 17                | -                 | -                 | 52                | 52              | 52                | 52     | 52     | 52     | 52     | 52     | 52     |        |        |        |        |        |        |        |        |        |        |
| 2022 |                    |                    |                    |                  |                   |                   |                   |                   |                 |                   |        |        |        |        |        |        |        |        |        |        |        |        |        |        |        |        |
| Wisła HS134 | Wisła HS134        | Courchevel HS135   | Râșnov HS97        | Hinzenbach HS90  | Klingenthal HS140 | punkty            | punkty            | punkty            | punkty          | punkty            | punkty | punkty | punkty | punkty |        |        |        |        |        |        |        |        |        |        |        |        |
| 29 | 21                 | 21                 | 8                  | 25               | 50                | 60                | 60                | 60                | 60              | 60                | 60     | 60     | 60     | 60     |        |        |        |        |        |        |        |        |        |        |        |        |
| Legenda |                    |                    |                    |                  |                   |                   |                   |                   |                 |                   |        |        |        |        |        |        |        |        |        |        |        |        |        |        |        |        |
| 1 2 3 4-10 11-30 poniżej 30 dq – dyskwalifikacja q – dyskwalifikacja w kwalifikacjach q – zawodnik nie zakwalifikował się - – zawodnik nie wystartował |                    |                    |                    |                  |                   |                   |                   |                   |                 |                   |        |        |        |        |        |        |        |        |        |        |        |        |        |        |        |        |

#### Miejsca na podium w konkursach drużynowych LGP chronologicznie
| Lp. | Dzień       | Rok  | Miejscowość  | Skocznia                    | Punkt K | HS     | Skład        | Skok 1 | Skok 2  | Skok 3 | Nota                   | Lok. | Strata   | Zwycięzca |
| --- | ----------- | ---- | ------------ | --------------------------- | ------- | ------ | ------------ | ------ | ------- | ------ | ---------------------- | ---- | -------- | --------- |
| 1.  | 18 sierpnia | 2012 | Hinterzarten | Adlerschanze                | K-95    | HS-108 | druż. miesz. | 96,0 m | 100,5 m | —      | 1000,8 pkt (247,4 pkt) | 2.   | 26,1 pkt | Austria   |
| 2.  | 17 września | 2022 | Râșnov       | Trambulina Valea Cărbunării | K-90    | HS-97  | druż. duet   | 93,5 m | 94,0 m  | 96,0 m | 709,3 pkt (356,1 pkt)  | 3.   | 30,2 pkt | Austria   |

#### Miejsca w poszczególnych konkursach drużynowychLGP
| Źródło                              | Źródło | Źródło | Źródło | Źródło | Źródło | Źródło | Źródło                     | Źródło                  | Źródło                     |
| ----------------------------------- | ------ | ------ | ------ | ------ | ------ | ------ | -------------------------- | ----------------------- | -------------------------- |
| 2012                                | 2012   | 2012   | 2012   | 2012   | 2012   | 2012   | Wisła HS134                | Courchevel HS96 (mikst) | Hinterzarten HS108 (mikst) |
| 2012                                | 2012   | 2012   | 2012   | 2012   | 2012   | 2012   | -                          | -                       | 2                          |
| 2013                                | 2013   | 2013   | 2013   | 2013   | 2013   | 2013   | Hinterzarten HS108 (mikst) | Wisła HS134             | Courchevel HS132 (mikst)   |
| 2013                                | 2013   | 2013   | 2013   | 2013   | 2013   | 2013   | -                          | 5                       | -                          |
| 2014                                | 2014   | 2014   | 2014   | 2014   | 2014   | 2014   | 2014                       | 2014                    | Wisła HS134                |
| 2014                                | 2014   | 2014   | 2014   | 2014   | 2014   | 2014   | 2014                       | 2014                    | 7                          |
| 2015                                | 2015   | 2015   | 2015   | 2015   | 2015   | 2015   | 2015                       | Wisła HS134             | Hinterzarten HS108         |
| 2015                                | 2015   | 2015   | 2015   | 2015   | 2015   | 2015   | 2015                       | -                       | 7                          |
| 2022                                | 2022   | 2022   | 2022   | 2022   | 2022   | 2022   | Râșnov HS97 (duety)        | Râșnov HS97 (mikst)     | Klingenthal HS140 (mikst)  |
| 2022                                | 2022   | 2022   | 2022   | 2022   | 2022   | 2022   | 3                          | 9                       | -                          |
| Legenda                             |        |        |        |        |        |        |                            |                         |                            |
| 1 2 3 4-8 poniżej 8 - – brak startu |        |        |        |        |        |        |                            |                         |                            |

### Puchar Kontynentalny

#### Miejsca w klasyfikacji generalnej
| Sezon     | Miejsce |
| --------- | ------- |
| 2011/2012 | 54.     |
| 2019/2020 | 106.    |
| 2021/2022 | 57.     |
| 2022/2023 | 102.    |

#### Miejsca w poszczególnych konkursachPucharu Kontynentalnego
| Sezon 2011/2012                                                               |                   |                 |                 |                     |                     |                   |                   |                        |                        |                 |                 |                     |                     |                     |                     |                     |                     |                     |                     |                     |                  |                |                |                |                |                   |                   |        |        |        |        |        |        |        |        |        |        |        |        |        |        |        |        |        |        |        |        |        |        |        |        |        |        |        |        |        |        |        |        |        |        |        |        |        |        |        |
| Rovaniemi HS100                                                               | Rovaniemi HS100   | Ałmaty HS140    | Ałmaty HS140    | Erzurum HS109       | Erzurum HS140       | Engelberg HS137   | Engelberg HS137   | Titisee-Neustadt HS142 | Titisee-Neustadt HS142 | Sapporo HS100   | Sapporo HS134   | Sapporo HS134       | Bischofshofen HS140 | Bischofshofen HS140 | Brotterode HS117    | Brotterode HS117    | Iron Mountain HS133 | Oslo HS106          | Oslo HS106          | Oslo HS106          | Wisła HS134      | Wisła HS134    | Predazzo HS134 | Predazzo HS134 | Kuopio HS127   | Kuopio HS127      | punkty            | punkty | punkty | punkty | punkty | punkty | punkty | punkty | punkty | punkty | punkty | punkty | punkty | punkty | punkty | punkty | punkty | punkty | punkty | punkty | punkty | punkty | punkty | punkty | punkty | punkty | punkty | punkty | punkty | punkty | punkty | punkty | punkty | punkty | punkty | punkty | punkty | punkty | punkty | punkty |
| 16                                                                            | 10                | -               | -               | -                   | -                   | 51                | 25                | 37                     | 28                     | -               | 13              | 11                  | -                   | -                   | -                   | -                   | -                   | -                   | -                   | -                   | -                | -              | -              | -              | -              | -                 | 94                | 94     | 94     | 94     | 94     | 94     | 94     | 94     | 94     | 94     | 94     | 94     | 94     | 94     | 94     | 94     | 94     | 94     | 94     | 94     | 94     | 94     | 94     | 94     | 94     | 94     | 94     | 94     | 94     | 94     | 94     | 94     | 94     | 94     | 94     | 94     | 94     | 94     | 94     | 94     |
| Sezon 2018/2019                                                               |                   |                 |                 |                     |                     |                   |                   |                        |                        |                 |                 |                     |                     |                     |                     |                     |                     |                     |                     |                     |                  |                |                |                |                |                   |                   |        |        |        |        |        |        |        |        |        |        |        |        |        |        |        |        |        |        |        |        |        |        |        |        |        |        |        |        |        |        |        |        |        |        |        |        |        |        |        |
| Lillehammer HS140                                                             | Lillehammer HS140 | Ruka HS142      | Ruka HS142      | Engelberg HS140     | Engelberg HS140     | Klingenthal HS140 | Klingenthal HS140 | Bischofshofen HS140    | Bischofshofen HS140    | Sapporo HS137   | Sapporo HS137   | Sapporo HS137       | Planica HS139       | Planica HS139       | Iron Mountain HS133 | Iron Mountain HS133 | Iron Mountain HS133 | Oberstdorf HS137    | Oberstdorf HS137    | Brotterode HS117    | Brotterode HS117 | Rena HS139     | Rena HS139     | Zakopane HS140 | Zakopane HS140 | Czajkowskij HS102 | Czajkowskij HS140 | punkty |        |        |        |        |        |        |        |        |        |        |        |        |        |        |        |        |        |        |        |        |        |        |        |        |        |        |        |        |        |        |        |        |        |        |        |        |        |        |
| -                                                                             | -                 | -               | -               | -                   | -                   | -                 | -                 | -                      | -                      | -               | 32              | 31                  | -                   | -                   | -                   | -                   | -                   | -                   | -                   | -                   | -                | -              | -              | -              | -              | -                 | -                 | 0      |        |        |        |        |        |        |        |        |        |        |        |        |        |        |        |        |        |        |        |        |        |        |        |        |        |        |        |        |        |        |        |        |        |        |        |        |        |        |
| Sezon 2019/2020                                                               |                   |                 |                 |                     |                     |                   |                   |                        |                        |                 |                 |                     |                     |                     |                     |                     |                     |                     |                     |                     |                  |                |                |                |                |                   |                   |        |        |        |        |        |        |        |        |        |        |        |        |        |        |        |        |        |        |        |        |        |        |        |        |        |        |        |        |        |        |        |        |        |        |        |        |        |        |        |
| Vikersund HS117                                                               | Vikersund HS117   | Ruka HS142      | Ruka HS142      | Bischofshofen HS142 | Bischofshofen HS142 | Klingenthal HS140 | Klingenthal HS140 | Sapporo HS137          | Sapporo HS137          | Planica HS138   | Planica HS138   | Brotterode HS117    | Brotterode HS117    | Iron Mountain HS133 | Iron Mountain HS133 | Predazzo HS104      | Predazzo HS104      | Rena HS139          | Lahti HS130         | Lahti HS130         | punkty           | punkty         | punkty         | punkty         | punkty         | punkty            | punkty            | punkty | punkty | punkty | punkty | punkty | punkty | punkty | punkty | punkty | punkty | punkty | punkty | punkty | punkty | punkty | punkty | punkty | punkty | punkty | punkty | punkty | punkty | punkty | punkty | punkty | punkty | punkty | punkty | punkty | punkty | punkty | punkty | punkty |        |        |        |        |        |        |
| -                                                                             | -                 | -               | -               | -                   | -                   | -                 | -                 | 29                     | 35                     | -               | -               | -                   | -                   | -                   | -                   | -                   | -                   | -                   | -                   | -                   | 2                | 2              | 2              | 2              | 2              | 2                 | 2                 | 2      | 2      | 2      | 2      | 2      | 2      | 2      | 2      | 2      | 2      | 2      | 2      | 2      | 2      | 2      | 2      | 2      | 2      | 2      | 2      | 2      | 2      | 2      | 2      | 2      | 2      | 2      | 2      | 2      | 2      | 2      | 2      | 2      |        |        |        |        |        |        |
| Sezon 2021/2022                                                               |                   |                 |                 |                     |                     |                   |                   |                        |                        |                 |                 |                     |                     |                     |                     |                     |                     |                     |                     |                     |                  |                |                |                |                |                   |                   |        |        |        |        |        |        |        |        |        |        |        |        |        |        |        |        |        |        |        |        |        |        |        |        |        |        |        |        |        |        |        |        |        |        |        |        |        |        |        |
| Zhangjiakou HS140                                                             | Zhangjiakou HS140 | Vikersund HS117 | Vikersund HS117 | Ruka HS142          | Ruka HS142          | Engelberg HS140   | Engelberg HS140   | Oberstdorf HS137       | Oberstdorf HS137       | Innsbruck HS128 | Innsbruck HS128 | Iron Mountain HS133 | Iron Mountain HS133 | Iron Mountain HS133 | Brotterode HS117    | Brotterode HS117    | Rena HS139          | Rena HS139          | Planica HS138       | Planica HS138       | Lahti HS130      | Lahti HS130    | Zakopane HS140 | Zakopane HS140 | Zakopane HS140 | punkty            | punkty            | punkty | punkty | punkty | punkty | punkty | punkty | punkty | punkty | punkty | punkty | punkty | punkty | punkty | punkty | punkty | punkty | punkty | punkty | punkty | punkty | punkty | punkty | punkty | punkty | punkty | punkty | punkty | punkty | punkty | punkty | punkty | punkty | punkty | punkty | punkty | punkty | punkty | punkty |        |
| -                                                                             | -                 | 21              | 12              | 15                  | 35                  | 29                | 37                | -                      | -                      | -               | -               | -                   | -                   | -                   | -                   | -                   | -                   | -                   | -                   | -                   | -                | -              | -              | -              | -              | 50                | 50                | 50     | 50     | 50     | 50     | 50     | 50     | 50     | 50     | 50     | 50     | 50     | 50     | 50     | 50     | 50     | 50     | 50     | 50     | 50     | 50     | 50     | 50     | 50     | 50     | 50     | 50     | 50     | 50     | 50     | 50     | 50     | 50     | 50     | 50     | 50     | 50     | 50     | 50     |        |
| Sezon 2022/2023                                                               |                   |                 |                 |                     |                     |                   |                   |                        |                        |                 |                 |                     |                     |                     |                     |                     |                     |                     |                     |                     |                  |                |                |                |                |                   |                   |        |        |        |        |        |        |        |        |        |        |        |        |        |        |        |        |        |        |        |        |        |        |        |        |        |        |        |        |        |        |        |        |        |        |        |        |        |        |        |
| Vikersund HS117                                                               | Vikersund HS117   | Ruka HS142      | Ruka HS142      | Engelberg HS140     | Engelberg HS140     | Planica HS138     | Planica HS138     | Sapporo HS137          | Sapporo HS137          | Sapporo HS137   | Eisenerz HS109  | Eisenerz HS109      | Klingenthal HS140   | Klingenthal HS140   | Rena HS139          | Rena HS139          | Iron Mountain HS133 | Iron Mountain HS133 | Iron Mountain HS133 | Iron Mountain HS133 | Zakopane HS140   | Zakopane HS140 | Lahti HS130    | Lahti HS130    | punkty         | punkty            | punkty            | punkty | punkty | punkty | punkty | punkty | punkty | punkty | punkty | punkty | punkty | punkty | punkty | punkty | punkty | punkty | punkty | punkty | punkty | punkty | punkty | punkty | punkty | punkty | punkty | punkty | punkty | punkty | punkty | punkty | punkty | punkty | punkty | punkty | punkty | punkty | punkty | punkty |        |        |
| 40                                                                            | 35                | 47              | 29              | -                   | -                   | -                 | -                 | 34                     | 42                     | -               | -               | -                   | -                   | -                   | -                   | -                   | -                   | -                   | -                   | -                   | -                | -              | -              | -              | 2              | 2                 | 2                 | 2      | 2      | 2      | 2      | 2      | 2      | 2      | 2      | 2      | 2      | 2      | 2      | 2      | 2      | 2      | 2      | 2      | 2      | 2      | 2      | 2      | 2      | 2      | 2      | 2      | 2      | 2      | 2      | 2      | 2      | 2      | 2      | 2      | 2      | 2      | 2      | 2      |        |        |
| Legenda                                                                       |                   |                 |                 |                     |                     |                   |                   |                        |                        |                 |                 |                     |                     |                     |                     |                     |                     |                     |                     |                     |                  |                |                |                |                |                   |                   |        |        |        |        |        |        |        |        |        |        |        |        |        |        |        |        |        |        |        |        |        |        |        |        |        |        |        |        |        |        |        |        |        |        |        |        |        |        |        |
| 1 2 3 4-10 11-30 poniżej 30 dq – dyskwalifikacja - – zawodnik nie wystartował |                   |                 |                 |                     |                     |                   |                   |                        |                        |                 |                 |                     |                     |                     |                     |                     |                     |                     |                     |                     |                  |                |                |                |                |                   |                   |        |        |        |        |        |        |        |        |        |        |        |        |        |        |        |        |        |        |        |        |        |        |        |        |        |        |        |        |        |        |        |        |        |        |        |        |        |        |        |

### Letni Puchar Kontynentalny

#### Miejsca w klasyfikacji generalnej
| Sezon | Miejsce |
| ----- | ------- |
| 2011  | 70.     |

#### Miejsca w poszczególnych konkursachLetniego Pucharu Kontynentalnego
| Źródło                                                                        | Źródło      | Źródło      | Źródło      | Źródło           | Źródło           | Źródło          | Źródło          | Źródło            | Źródło            | Źródło | Źródło | Źródło | Źródło | Źródło | Źródło | Źródło | Źródło | Źródło | Źródło | Źródło | Źródło | Źródło | Źródło | Źródło | Źródło | Źródło |
| ----------------------------------------------------------------------------- | ----------- | ----------- | ----------- | ---------------- | ---------------- | --------------- | --------------- | ----------------- | ----------------- | ------ | ------ | ------ | ------ | ------ | ------ | ------ | ------ | ------ | ------ | ------ | ------ | ------ | ------ | ------ | ------ | ------ |
| 2011                                                                          |             |             |             |                  |                  |                 |                 |                   |                   |        |        |        |        |        |        |        |        |        |        |        |        |        |        |        |        |        |
| Kranj HS109                                                                   | Kranj HS109 | Stams HS115 | Stams HS115 | Courchevel HS132 | Courchevel HS132 | Trondheim HS140 | Trondheim HS140 | Klingenthal HS140 | Klingenthal HS140 | punkty |        |        |        |        |        |        |        |        |        |        |        |        |        |        |        |        |
| -                                                                             | -           | -           | -           | -                | -                | -               | -               | 14                | 69                | 18     |        |        |        |        |        |        |        |        |        |        |        |        |        |        |        |        |
| Legenda                                                                       |             |             |             |                  |                  |                 |                 |                   |                   |        |        |        |        |        |        |        |        |        |        |        |        |        |        |        |        |        |
| 1 2 3 4-10 11-30 poniżej 30 dq – dyskwalifikacja - − zawodnik nie wystartował |             |             |             |                  |                  |                 |                 |                   |                   |        |        |        |        |        |        |        |        |        |        |        |        |        |        |        |        |        |

### FIS Cup

#### Miejsca w klasyfikacji generalnej
| Sezon     | Miejsce |
| --------- | ------- |
| 2011/2012 | 42.     |

#### Zwycięstwa w konkursach indywidualnych FIS Cupu chronologicznie
| Lp. | Dzień    | Rok  | Miejscowość | Skocznia             | Punkt K | HS    | Skok 1 | Skok 2 | Nota      |
| --- | -------- | ---- | ----------- | -------------------- | ------- | ----- | ------ | ------ | --------- |
| 1.  | 17 lipca | 2011 | Villach     | Villacher Alpenarena | K-90    | HS-98 | 92,0 m | 96,0 m | 246,5 pkt |

#### Miejsca na podium w konkursach indywidualnych FIS Cupu chronologicznie
| Lp. | Dzień    | Rok  | Miejscowość | Skocznia             | Punkt K | HS    | Skok 1 | Skok 2 | Nota      | Lok. | Strata | Zwycięzca |
| --- | -------- | ---- | ----------- | -------------------- | ------- | ----- | ------ | ------ | --------- | ---- | ------ | --------- |
| 1.  | 17 lipca | 2011 | Villach     | Villacher Alpenarena | K-90    | HS-98 | 92,0 m | 96,0 m | 246,5 pkt | 1.   | –      | –         |

#### Miejsca w poszczególnych konkursachFIS Cupu
| Źródło                                                                        | Źródło  | Źródło    | Źródło    | Źródło  | Źródło  | Źródło     | Źródło     | Źródło   | Źródło   | Źródło   | Źródło   | Źródło  | Źródło  | Źródło | Źródło | Źródło  | Źródło      | Źródło      | Źródło      | Źródło      | Źródło                 | Źródło                 | Źródło | Źródło | Źródło | Źródło | Źródło | Źródło | Źródło | Źródło | Źródło | Źródło | Źródło | Źródło | Źródło | Źródło | Źródło | Źródło | Źródło |
| ----------------------------------------------------------------------------- | ------- | --------- | --------- | ------- | ------- | ---------- | ---------- | -------- | -------- | -------- | -------- | ------- | ------- | ------ | ------ | ------- | ----------- | ----------- | ----------- | ----------- | ---------------------- | ---------------------- | ------ | ------ | ------ | ------ | ------ | ------ | ------ | ------ | ------ | ------ | ------ | ------ | ------ | ------ | ------ | ------ | ------ |
| Sezon 2011/2012                                                               |         |           |           |         |         |            |            |          |          |          |          |         |         |        |        |         |             |             |             |             |                        |                        |        |        |        |        |        |        |        |        |        |        |        |        |        |        |        |        |        |
| Villach                                                                       | Villach | Gérardmer | Gérardmer | Szczyrk | Szczyrk | Einsiedeln | Einsiedeln | Notodden | Notodden | Predazzo | Predazzo | Szczyrk | Szczyrk | Kranj  | Kranj  | Liberec | Brattleboro | Brattleboro | Baiersbronn | Baiersbronn | Garmisch-Partenkirchen | Garmisch-Partenkirchen | punkty |        |        |        |        |        |        |        |        |        |        |        |        |        |        |        |        |
| 7                                                                             | 1       | -         | -         | -       | -       | -          | -          | -        | -        | -        | -        | -       | -       | -      | -      | -       | -           | -           | -           | -           | -                      | -                      | 136    |        |        |        |        |        |        |        |        |        |        |        |        |        |        |        |        |
| Legenda                                                                       |         |           |           |         |         |            |            |          |          |          |          |         |         |        |        |         |             |             |             |             |                        |                        |        |        |        |        |        |        |        |        |        |        |        |        |        |        |        |        |        |
| 1 2 3 4-10 11-30 poniżej 30 dq – dyskwalifikacja - − zawodnik nie wystartował |         |           |           |         |         |            |            |          |          |          |          |         |         |        |        |         |             |             |             |             |                        |                        |        |        |        |        |        |        |        |        |        |        |        |        |        |        |        |        |        |